# Treholmen
Treholmen är en avlång skogbevuxen ö i Skellefteälven i Norsjö kommun, Västerbottens län (Västerbotten). Ön är obebodd och kan nås från nordväst genom en gångbro som ansluter till älvens vänstra (östra) sida, nära en anlagd damm uppströms om ön.
Vid ön bildas en fors i älven som heter Treholmsforsen som har gett den närliggande, numera obebodda byn Treholmsfors dess namn.
En liten bit nedströms om ön finns en bro där länsväg 365 korsar Skellefteälven. Söder om denna ligger byn Nicknoret.